# أنجيلا بيتيس
أنجيلا بيتيس (بالإنجليزية: Angela Bettis)‏ مواليد 9 يناير 1973 في أوستن، الولايات المتحدة، هي ممثلة ومخرجة ومنتجة أمريكية بدأت مسيرتها الفنية عام 1993.

## وصلات خارجية
- أنجيلا بيتيس على موقع IMDb (الإنجليزية)
- أنجيلا بيتيس على موقع ميتاكريتيك (الإنجليزية)
- أنجيلا بيتيس على موقع روتن توميتوز (الإنجليزية)
- أنجيلا بيتيس على موقع قاعدة بيانات الأفلام العربية
- أنجيلا بيتيس على موقع ألو سيني (الفرنسية)
- أنجيلا بيتيس على موقع تيرنر كلاسيك موفيز (الإنجليزية)
- أنجيلا بيتيس على موقع أول موفي (الإنجليزية)
- أنجيلا بيتيس على موقع قاعدة بيانات برودواي على الإنترنت (الإنجليزية)
- أنجيلا بيتيس على موقع قاعدة بيانات الأفلام السويدية (السويدية)
- أنجيلا بيتيس على موقع إن إن دي بي (الإنجليزية)